# Blake Griffin
Blake Austin Griffin (Oklahoma City, 16 de Março de 1989) é um ex-jogador norte-americano de basquete que atuou na National Basketball Association (NBA) de 2009 a 2023.
Se destacando por suas características físicas e técnicas, Griffin foi a primeira escolha do draft da NBA de 2009 pelo Los Angeles Clippers. Ele é o 2° jogador com mais pontos (10.863), 3° com mais rebotes (4.686) e 5° com mais assistências (2.133) na história do Los Angeles Clippers.
Ele foi selecionado seis vezes para o All-Star Game da NBA e cinco vezes para o All-NBA Team. Em janeiro de 2018, Griffin foi trocado para o Detroit Pistons e jogou por lá até 2021. Em março de 2021, ele assinou com o Brooklyn Nets. Em setembro de 2022, Griffin assinou com o Boston Celtics, onde permaneceu até sua aposentadoria em 2023.

## Primeiros anos

### Infância
Filho de Tommy Griffin, descendente de afro-haitianos, e Gail Griffin, Blake nasceu em 16 de março de 1989 em Oklahoma City. Seu pai era um pivô de basquete e destaque na Northwestern Oklahoma State University.
Blake e seu irmão mais velho, Taylor, foram educados em casa pela mãe até Taylor ter 10 e Blake ter 8 anos.
Em sua infância, Blake era amigo do futuro quarterback da NFL, Sam Bradford. O pai de Bradford possuía uma academia onde Blake e Taylor jogavam basquete. Antes de decidir se concentrar no basquete, Griffin também jogou beisebol e futebol americano como Wide receiver, Safety e Tight end.

### Ensino médio
Em 2003, Griffin seguiu seu irmão para a Oklahoma Christian School, onde eles jogaram com o pai, Tommy Griffin, como treinador. Eles jogaram juntos durante as temporadas do ensino médio de 2003-04 e 2004-05, vencendo dois títulos estaduais. 
Em seu primeiro ano, o Oklahoma Christian Saints teve uma temporada perfeita de 29-0 e venceu a final do campeonato estadual da Classe 3A na State Fair Arena contra a Riverside Indian School por 55-50. No segundo ano de Griffin, eles foram bi-campeões estaduais da classe 3A, derrotando Sequoyah-Tahlequah por 51-34. A equipe terminou a temporada com um recorde de 24-2 com Griffin tendo média de 13,6 pontos. 
O irmão de Blake, Taylor, aceitou uma bolsa de estudos da Universidade de Oklahoma.
Ao iniciar sua terceira temporada, Blake estava se desenvolvendo rapidamente como jogador, levando a escola a um terceiro título estadual consecutivo. Ele registrou 22 pontos, nove rebotes e seis bloqueios quando eles ganharam do Washington High School por 57-40 na final. Ele foi nomeado o MVP do torneio estadual com médias de 21,7 pontos, 12,5 rebotes e 4,9 assistências. 
Blake estava pensando em ir para Duke, Kansas, Carolina do Norte e Texas, mas seu irmão acabou o convencendo a se juntar a Universidade de Oklahoma.
Após o último ano de Blake, ele foi nomeado o Jogador do Ano pelo Tulsa World e pelo Oklahoman. Ele foi classificado como o 13º melhor jogador no ensino médio do país pela HoopScoop, 20° melhor pela Scout.com e 23° melhor pelo Rivals.com.

## Carreira universitária

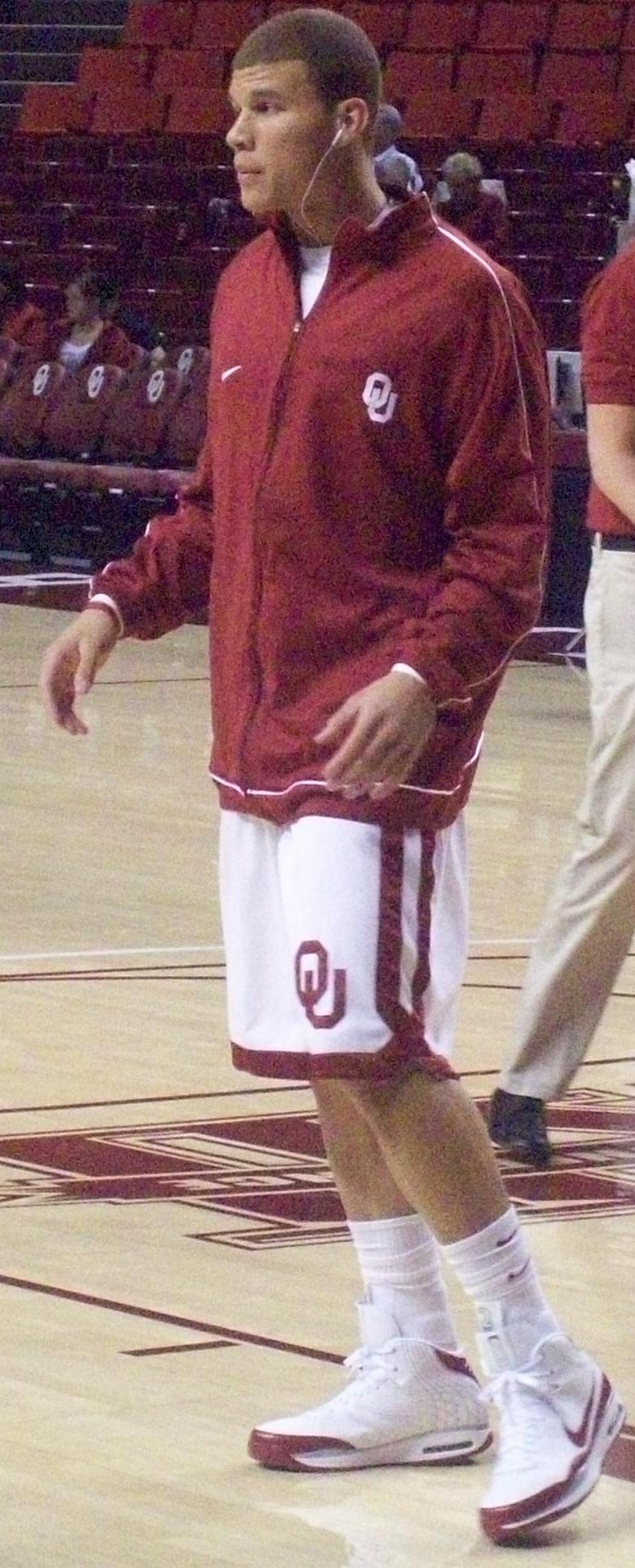
Griffin enquanto jogava na Universidade de Oklahoma

### Primeira temporada
Griffin foi um dos recrutas mais bem classificados e condecorados de todos os tempos em Oklahoma. Como calouro, ele jogou em 33 jogos e obteve médias de 14,7 pontos, 9,1 rebotes e 1.8 assistências em 28.4 minutos.
Em um jogo contra Kansas Jayhawks, ele sofreu um entorse do Ligamento colateral medial em seu joelho esquerdo. Menos de dois meses depois, ele machucou o joelho direito em uma vitória em casa contra o Texas A&M. A lesão desta vez foi na cartilagem e ele fez uma cirurgia artroscópica em 2 de março de 2008. 
Griffin foi escolhido para a Primeira-Equipe de todos os distritos pela USBWA e NABC e foi nomeado para a Equipe de Novatos da Big 12 pelos treinadores da liga e pela Associated Press. 
Era esperado que ele fosse pro draft da NBA de 2008, mas ele decidiu voltar para a universidade para ter tempo de amadurecer fisicamente e tentar ajudar Oklahoma a vencer o Torneio da NCAA.

### Segunda temporada
Na segunda temporada de Griffin, os Sooners começaram bem a temporada ganhando seus primeiros 12 jogos antes de perder para Arkansas. No terceiro jogo da temporada, em uma vitória contra Davidson, ele registrou 25 pontos e 21 rebotes. No jogo seguinte, ele teve 35 pontos e 21 rebotes contra Gardner–Webb, tornando-se o primeiro jogador na história da Big 12 a registrar jogos consecutivos de pelo menos 20 pontos e 20 rebotes. 
Em uma vitória em casa contra Texas Tech, ele registrou 40 pontos e 23 rebotes, tornando-se o único jogador na história da Big 12 e o terceiro jogador na história do basquete masculino da Universidade de Oklahoma a ter pelo menos 40 pontos e 20 rebotes em um jogo, juntando-se a Wayman Tisdale (61 pontos e 22 rebotes em 1983) e Alvan Adams (43 pontos e 25 rebotes em 1975).
No Torneio da NCAA, Oklahoma venceu Michigan na segunda rodada em um jogo que Griffin registrou 33 pontos e 17 rebotes. Ele se tornou apenas o segundo jogador nos anos 2000 com pelo menos 30 pontos e 15 rebotes em um jogo da NCAA. Os Sooners acabaram perdendo para North Carolina Tar Heels na final da Regional Sul.
Nessa temporada, ele jogou em 35 jogos e obteve médias de 22,7 pontos, 14,4 rebotes e 2,3 assistências em 33.3 minutos.
Por seu desempenho no segundo ano, Griffin se tornou o primeiro jogador de Oklahoma na história a ganhar o Naismith Award, Oscar Robertson Trophy, Adolph Rupp Trophy, John Wooden Award e o Jogador do Ano pela Associated Press. Ele também foi nomeado o Jogador do Ano da Big 12 pela Sports Illustrated, The Sporting News e FoxSports.com.

## Carreira na NBA

### Los Angeles Clippers (2009–2018)

#### Lesão no ano inicial (2009–10)
Em 7 de abril de 2009, Griffin anunciou que desistiria de seus dois últimos anos de elegibilidade e se declarou para o draft da NBA de 2009. Ele foi selecionado como a primeira escolha geral pelo Los Angeles Clippers.
Griffin jogou pelos Clippers na Summer League e foi nomeado o MVP do torneio. No jogo final da pré-temporada, ele machucou a rótula. Um dia antes do início da temporada de 2009-10, foi confirmado que ele estava com uma fratura por estresse no joelho, adiando sua estreia na NBA por sete semanas. Depois de descansar a fratura por várias semanas, os testes revelaram que seu joelho não estava se recuperando adequadamente. 
Em janeiro de 2010, Griffin passou por uma cirurgia no joelho, fazendo com que ele perdesse o restante da temporada de 2009-10.

#### Novato do ano (2010–11)

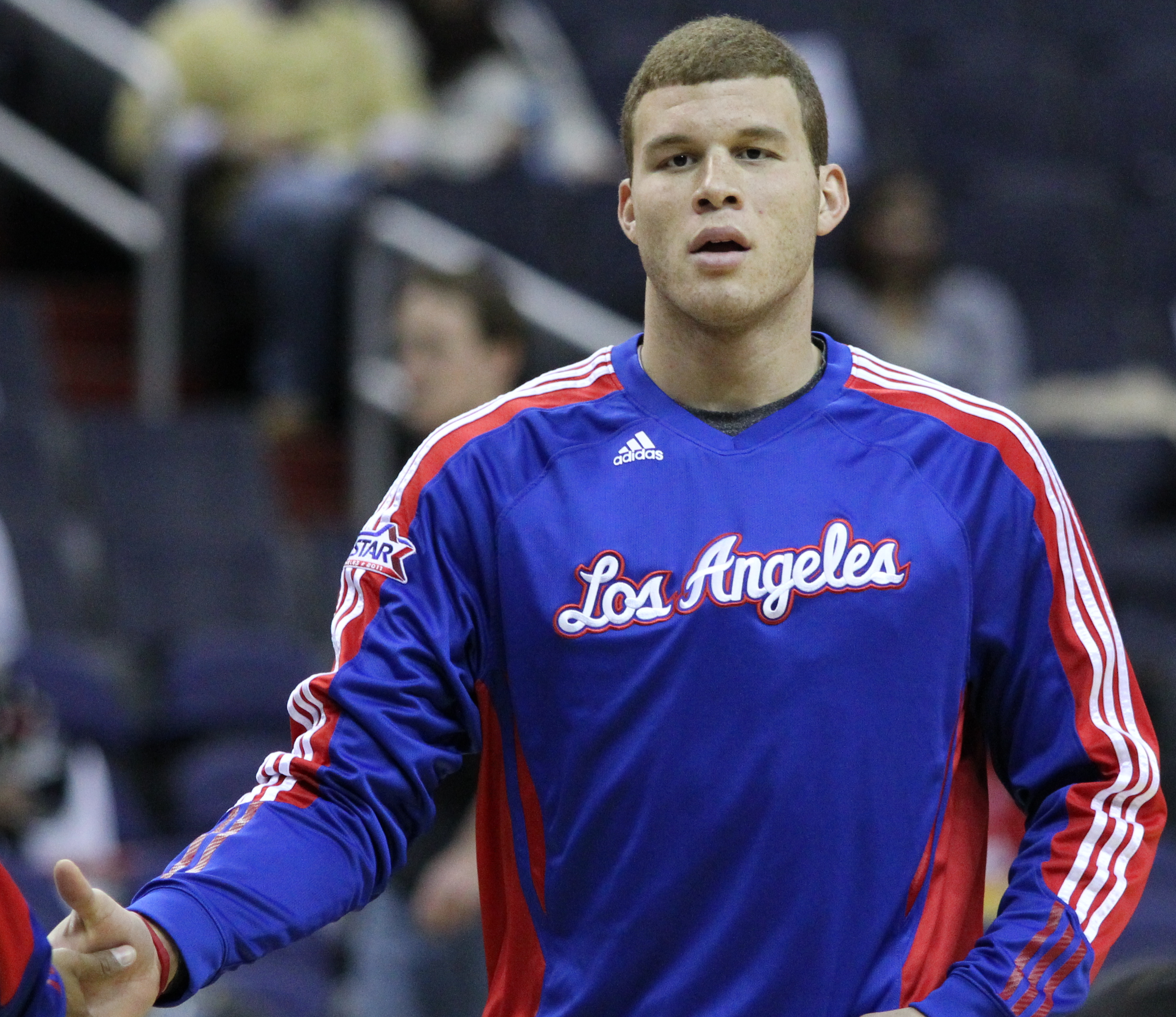
Griffin em um jogo contra o Washington Wizards em 12 de março de 2011

Por ter perdido toda a temporada de 2009-10, Griffin ainda era considerado um novato durante a temporada de 2010-11. Em sua estreia na NBA, contra o Portland Trail Blazers, ele registrou 20 pontos e 14 rebotes. Em um jogo em casa contra o Golden State Warriors, ele estabeleceu um recorde da franquia de mais duplos-duplos consecutivos com 23. Sua série de duplos-duplos consecutivos terminou em 27 no dia 19 de janeiro em uma vitória contra o Minnesota Timberwolves, foi a mais longa série de duplos-duplos por um novato desde 1968.
Em 11 de novembro de 2010, Griffin marcou 44 pontos contra o New York Knicks e, em 17 de janeiro de 2011, contra o Indiana Pacers, marcou 47 pontos e estabeleceu um recorde da franquia de mais pontos por um novato. Ele se tornou o primeiro novato a ter mais de 40 pontos desde Allen Iverson durante a temporada de 1996-97.
Griffin foi votado para o All-Star Game da NBA de 2011 pelos treinadores como reserva no elenco da Conferência Oeste, tornando-se o primeiro novato a jogar no All-Star desde Yao Ming em 2003 e o primeiro novato votado pelos treinadores desde Tim Duncan em 1998.
Em 23 de março de 2011, em uma vitória depois de duas prorrogações sobre o Washington Wizards, Griffin registrou seu primeiro triplo-duplo da carreira com 33 pontos, 17 rebotes e 10 assistências. Ele teve seu segundo triplo-duplo com 31 pontos, 10 rebotes e 10 assistências no último jogo da temporada contra o Memphis Grizzlies.
Durante a temporada, Griffin jogou em todos os 82 jogos da temporada regular e se tornou o primeiro novato a obter médias de pelo menos 20 pontos e 10 rebotes desde Elton Brand na temporada de 1999-2000. Ele liderou todos os novatos em pontos, rebotes e duplos-duplos, recebendo o prêmio de Novato do Ano. Após sua fenomenal temporada de estreia, a Sports Illustrated listou Griffin como um dos "15 Maiores Novatos de Todos os Tempos da NBA".

#### Primeiro título de divisão (2011–2013)
Griffin foi votado para jogar como titular pela primeira vez no All-Star Game de 2012, juntamente com o novo companheiro de equipe, Chris Paul.
Ele obteve uma média de duplo-duplo na temporada de 2011-12 com 20,7 pontos e 10,9 rebotes em 36.2 minutos. Ele e Chris Paul ajudaram a liderar os Clippers a um recorde de 40-26 e a equipe foi para os playoffs pela primeira vez desde 2006. Na primeira rodada, Griffin ajudou os Clippers a eliminar o Memphis Grizzlies em sete jogos. No entanto, a equipe foi varrida pelo San Antonio Spurs na rodada seguinte. Depois, Griffin foi nomeado para a Segunda-Equipe da All-NBA pela primeira vez em sua carreira.
Antes da temporada de 2012–13, ele assinou uma extensão de contrato no valor de US $ 95 milhões por 5 anos. O acordo o manteria sob contrato até o final da temporada de 2017-18.
Griffin foi novamente eleito pelos fãs como titular do All-Star Game de 2013. Em 6 de março de 2013, ele registrou seu terceiro triplo-duplo da carreira quando registrou 23 pontos, 11 rebotes e 11 assistências em uma vitória sobre o Milwaukee Bucks.
Ele terminou a temporada de 2013-14 com médias de 18,0 pontos e 8,3 rebotes em 32,5 minutos. Ele e Chris Paul lideraram os Clippers a um recorde de 56-26 e ao primeiro título da Divisão do Pacífico na história da franquia. Os Clippers perderam para o Memphis Grizzlies em seis jogos na primeira rodada. Griffin foi nomeado mais uma vez para a Segunda-Equipe da All-NBA.

#### Novo treinador e proprietário (2013–15)

Griffin (à esquerda) e Zach Randolph do Memphis Grizzlies em um jogo em 2013

Após uma decepcionante saída na primeira rodada nos playoffs, o Los Angeles Clippers buscou nova liderança e contratou o técnico Doc Rivers. Em sua primeira temporada com Rivers no comando, Griffin obteve médias de 24,1 pontos, 8.3 rebotes e 3.7 assistências em 32.5 minutos.
Ele foi votado como titular no All-Star Game de 2014, tornando-se sua quarta aparição consecutiva no All-Star Game e seu terceiro sendo titular consecutivamente. De 20 de janeiro a 26 de março, Griffin registrou mais de 20 pontos em 31 jogos seguidos, um recorde da franquia. Em 2 de abril de 2014, Griffin e Chris Paul lideraram os Clippers na vitória por 112-108 sobre o Phoenix Suns, conquistando o segundo título da divisão da franquia. No dia seguinte, Griffin registrou seu quarto triplo-duplo da carreira com 25 pontos, 10 rebotes e 11 assistências em uma derrota por 107-113 para o Dallas Mavericks.
Os Clippers terminaram a temporada com um recorde de 57-25 e teve a terceira melhor campanha da Conferência Oeste. Eles venceram o Golden State Warriors na primeira rodada e perderam para o Oklahoma City Thunder nas semifinais da conferência. Griffin foi nomeado para a Segunda-Equipe da NBA pelo terceiro ano consecutivo.
Após comentários controversos do proprietário dos Clippers, Donald Sterling, o comissário da NBA, Adam Silver, baniu Sterling da liga e o forçou a vender os Clippers. O ex-CEO da Microsoft, Steve Ballmer, comprou os Clippers por US $ 2 bilhões, o maior valor pago por uma franquia na história da NBA.
Em 8 de fevereiro de 2015, ele foi descartado por quatro a seis semanas devido a uma infecção por estafilococos no cotovelo. Ele voltou à ação em 15 de março, depois de perder 15 jogos, e registrou 11 pontos e 11 rebotes em uma derrota de 100-98 para o Houston Rockets. Griffin terminou a temporada regular com médias de 21.4 pontos, 8.4 rebotes e 4.9 assistências.
Em 22 de abril, Griffin registrou seu primeiro triplo-duplo da carreira em playoffs com 29 pontos, 12 rebotes e 11 assistências em uma derrota no Jogo 2 para o San Antonio Spurs. Na vitória do Jogo 7 da série que levou os Clippers para a segunda rodada, Griffin registrou seu segundo triplo-duplo da carreira com 24 pontos, 13 rebotes e 10 assistências. Dois dias depois, no Jogo 1 da semifinal contra o Houston Rockets, Griffin registrou 26 pontos, 14 rebotes e 13 assistências em seu segundo triplo-duplo consecutivo, levando os Clippers à vitória por 117-101. Eles acabaram perdendo a série para os Rockets em sete jogos.

#### Temporadas afetadas por lesões (2015–18)
Em 25 de novembro de 2015, Griffin registrou 40 pontos e 12 rebotes em uma derrota para o Utah Jazz. Com essa derrota, os Clippers tinham um recorde de 7-8 depois de iniciar a temporada com 4-0. Em 26 de dezembro, ele foi descartado indefinidamente com um lesão no quadríceps. Enquanto se esperava que ele voltasse à ação em 26 de janeiro, ele foi descartado por um período estimado de quatro a seis semanas devido a uma lesão na mão direita que ele sofreu em 23 de janeiro por bater em um amigo durante uma discussão em um restaurante em Toronto. Os Clippers criticaram severamente Griffin e indicaram que seguiriam outras ações punitivas.
Griffin perdeu 45 jogos no total devido a lesão e a suspensão, retornando à ação em 3 de abril contra o Washington Wizards. Ele jogou 24 minutos como titular e registrou seis pontos e cinco rebotes para ajudar os Clippers a vencer e obter vantagem de decidir em casa nos playoffs. Ele jogou em cinco dos sete jogos finais da temporada regular e conseguiu jogar nos quatro primeiros jogos da primeira rodada dos playoffs contra o Portland Trail Blazers antes de agravar a lesão no quadril no Jogo 4, que o descartou pelo resto da pós-temporada.

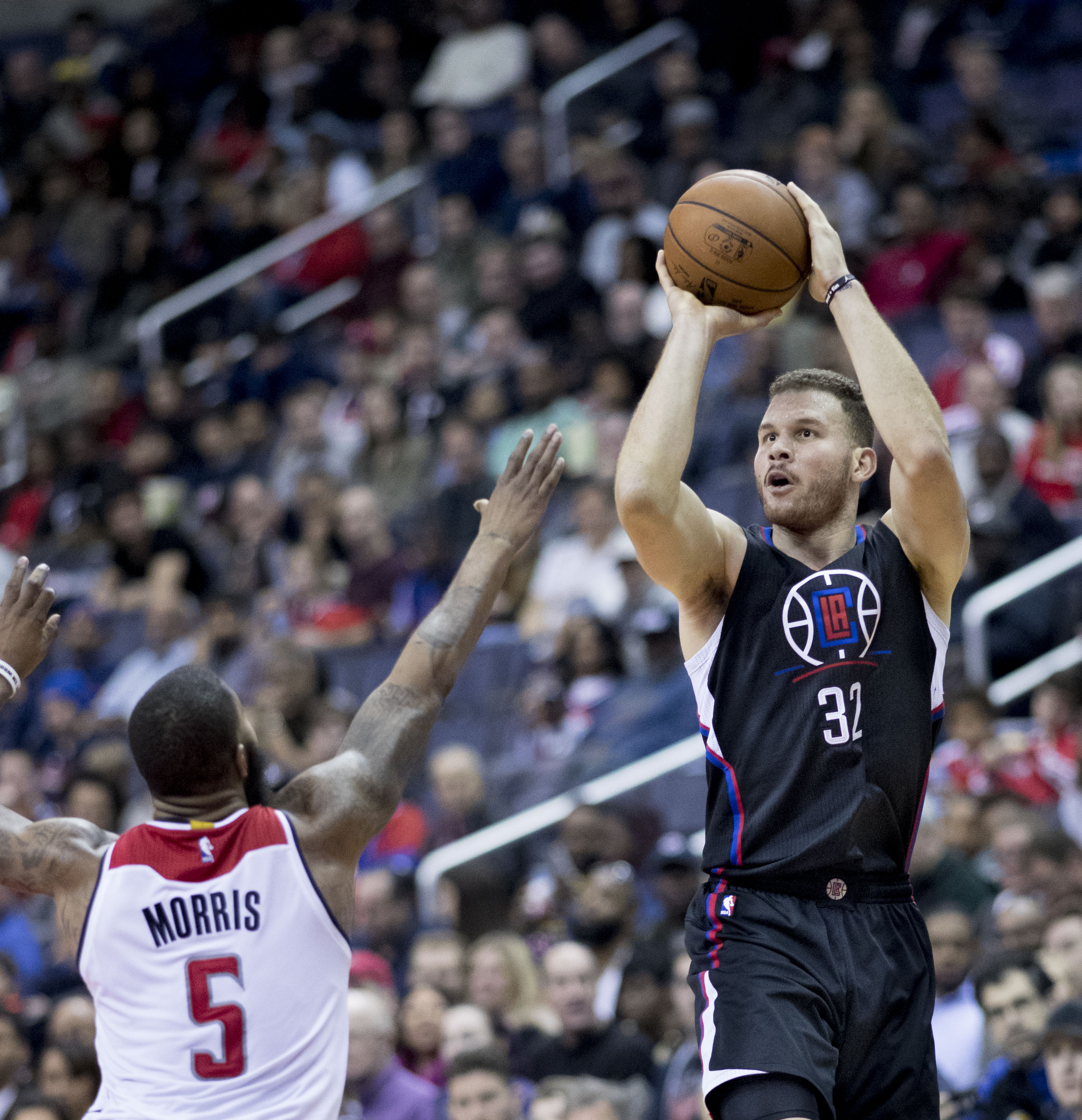
Griffin com os Clippers em 2016

Em 9 de novembro de 2016, ele registrou 22 pontos e 13 rebotes contra o Portland Trail Blazers. Com seu quinto rebote da noite, Griffin alcançou 4.000 em 417 jogos na carreira, o segundo jogador mais rápido a atingir 8.500 pontos, 4.000 rebotes e 1.500 assistências; Chris Webber fez isso em 408 jogos. Em 12 de novembro, em uma vitória sobre o Minnesota Timberwolves, Griffin ingressou em um clube exclusivo de jogadores com 9.000 pontos, 4.000 rebotes e 1.500 assistências. Ele se tornou o jogador mais rápido a alcançar esse posto desde Larry Bird.
Em 19 de dezembro de 2016, ele foi descartado até janeiro, depois de passar por uma pequena cirurgia no joelho direito. Ele voltou à ação em 24 de janeiro de 2017, marcando 12 pontos em uma derrota por 121-110 para o Philadelphia 76ers. Em 6 de fevereiro, seu sexto jogo após a cirurgia no joelho que o deixou afastado por 20 jogos, Griffin registrou seu quinto triplo-duplo da carreira com 26 pontos, 11 rebotes e 11 assistências em uma derrota de 118-109 para o Toronto Raptors.
Em 1 de abril contra o Los Angeles Lakers, Griffin alcançou 10.000 pontos na carreira. Ele se tornou o segundo jogador na história da franquia a atingir essa marca, juntando-se a Randy Smith, que marcou 10.467 de seus 12.735 pontos na franquia, quando o time era conhecido como Buffalo Braves.
Em 22 de abril de 2017, Griffin foi descartado pelo restante dos playoffs da NBA de 2017 com uma lesão na placa plantar do dedão do pé direito sofrida durante a vitória por 111-106 sobre o Utah Jazz no Jogo 3 da primeira rodada.
Em 19 de julho de 2017, Griffin assinou novamente com os Clippers em um contrato de cinco anos e US$ 173 milhões. Em 22 de novembro de 2017, ele registrou 26 pontos, 10 rebotes e 10 assistências na vitória por 116-103 sobre o Atlanta Hawks, ajudando os Clippers a acabar com uma série de nove derrotas consecutivas.
Em 28 de novembro de 2017, ele foi descartado por aproximadamente dois meses depois de sofrer uma lesão no Ligamento colateral medial contra o Los Angeles Lakers na noite anterior. Ele voltou à ação mais cedo do que o esperado em 29 de dezembro contra os Lakers, marcando 24 pontos em uma vitória de 121-106. Em 22 de janeiro de 2018, ele teve um triplo-duplo com 32 pontos, 12 rebotes e 12 assistências em uma derrota de 126-118 para o Minnesota Timberwolves.

### Detroit Pistons (2018–2021)
Em 29 de janeiro de 2018, Griffin, juntamente com Willie Reed e Brice Johnson, foi negociado com o Detroit Pistons em troca de Avery Bradley, Tobias Harris, Boban Marjanović, uma futura escolha de primeira e segunda rodada de draft.
Ele estreou nos Pistons em 1° de fevereiro, registrando 24 pontos, 10 rebotes e cinco assistências em uma vitória por 104-102 sobre o Memphis Grizzlies. Griffin se tornou o primeiro jogador com pelo menos 20 pontos, 10 rebotes e cinco assistências em sua estreia nos Pistons desde Grant Hill em 1994. Em 22 de março de 2018, ele registrou 21 pontos, 10 rebotes e 10 assistências na derrota de 100-96 para o Houston Rockets. Em 26 de março, ele sofreu uma contusão no osso do tornozelo direito contra o Los Angeles Lakers. Posteriormente, ele perdeu os oito jogos finais da temporada regular.
Em 23 de outubro de 2018, Griffin marcou 50 pontos, incluindo o lance livre vencedor do jogo, em uma vitória de 133-132 sobre o Philadelphia 76ers. Ele se tornou o primeiro jogador dos Pistons a marcar 50 pontos em um jogo desde Richard Hamilton em 2006 e o primeiro jogador da NBA a marcar 50 pontos na temporada de 2018-19. O total de pontos de Griffin foi o sétimo mais alto da história dos Pistons e ele se tornou o quinto jogador diferente a marcar 50 pontos em Detroit. 
Em 15 de dezembro, ele marcou 27 pontos na vitória por 113-104 sobre o Boston Celtics. Ele tinha pelo menos 20 pontos no nono jogo consecutivo, tornando-se o primeiro jogador de Detroit a fazê-lo desde Richard Hamilton em 2008-09. Griffin também superou a marca de 12.000 pontos em sua carreira.
Em 31 de janeiro, ele marcou 24 pontos na vitória de 93-89 sobre o Dallas Mavericks. Ele terminou o mês de janeiro com 445 pontos, o maior número em um único mês na história da franquia, superando o recorde anterior de Isiah Thomas que teve 442 pontos em março de 1983. 
Em 5 de abril, depois de perder os três jogos anteriores com dores no joelho esquerdo, Griffin acertou 11 dos 15 arremessos e fez 44 pontos nos três primeiros quartos, incluindo nove dos 14 arremessos de 3 pontos, quando os Pistons perderam por 123-110 para o Oklahoma City Thunder.
Depois de ficar de fora de quatro dos últimos seis jogos da temporada regular devido a uma lesão no joelho esquerdo, ele perdeu os dois primeiros jogos dos playoffs. Após os playoffs, ele passou por uma cirurgia no joelho esquerdo.
Griffin perdeu os primeiros 10 jogos da temporada de 2019-20 se recuperando de uma cirurgia no joelho esquerdo. Depois de jogar 18 jogos, ele fez uma segunda cirurgia no joelho esquerdo em 7 de janeiro de 2020. Griffin perdeu o resto da temporada por causa da lesão.
Em 15 de fevereiro de 2021, Griffin jogou seu último jogo pelos Pistons enquanto procurava ser negociado. Em 5 de março, o contrato de Griffin foi rescindido pelos Pistons.

### Brooklyn Nets (2021–2022)
Em 8 de março de 2021, Griffin assinou um contrato até o fim da temporada com o Brooklyn Nets.
Em 21 de março, Griffin fez sua estreia pelos Nets, registrando dois pontos, dois rebotes e um bloqueio em uma vitória por 113–106 sobre o Washington Wizards. Em 6 de maio, ele registrou seu primeiro duplo-duplos pelos Nets com 10 pontos e 10 rebotes em uma derrota por 113-109 para o Dallas Mavericks.
Em 9 de agosto de 2021, Griffin assinou um contrato de 1 ano e US$2.6 milhões com os Nets. Depois de ser titular em 17 jogos no início da temporada, o técnico dos Nets, Steve Nash, removeu Griffin do time titular e colocou LaMarcus Aldridge. Em 6 de fevereiro de 2022, Griffin marcou 19 pontos em uma derrota por 104-124 para o Denver Nuggets.

### Boston Celtics (2022)
Em 30 de setembro de 2022, Griffin assinou um contrato de 1 ano e US$2.9 milhões com o Boston Celtics. Em 16 de abril de 2024, Griffin anunciou sua aposentadoria do basquete profissional.

## Perfil do jogador

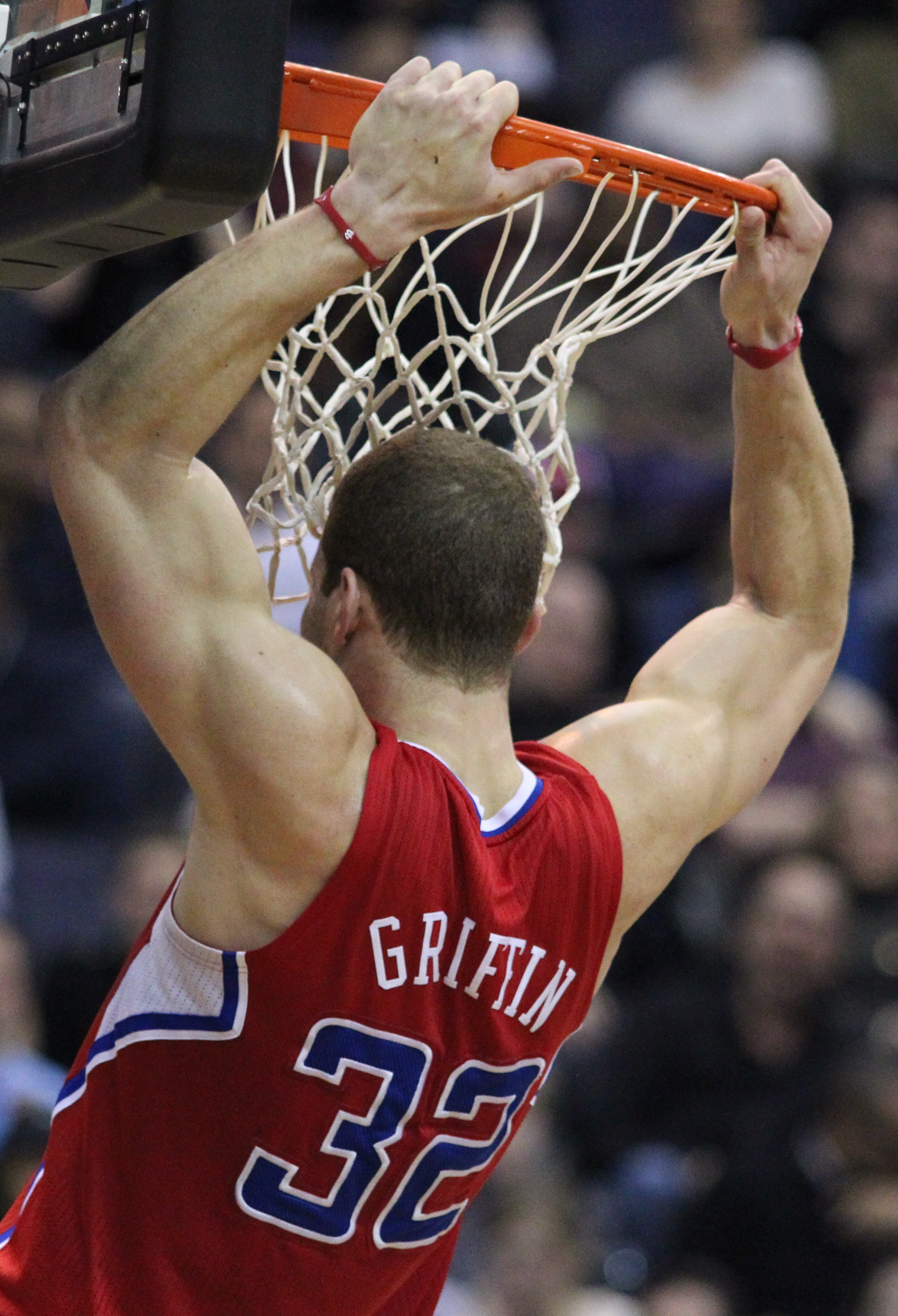
Griffin pendurado na cesta

Com 2,08 m e pesando 114 kg, Griffin joga principalmente como Ala-pivô. Em seu ano de novato, ele obteve médias de 22,5 pontos, 12,1 rebotes e 3,8 assistências, tornando-se apenas o 20º novato na história da NBA a ter média de pelo menos 20 pontos e 10 rebotes. Ele é um atleta excepcional, o que resulta em numerosos destaques.
Rob Mahoney, em um post de janeiro de 2011 no blog de basquete do New York Times, destacou as habilidades de jogo de Griffin, afirmando: "Os aspectos abertamente dominantes de Griffin fizeram dele uma das maiores delícias da temporada, mas seu jogo claramente se estende além da pontuação e dos rebotes. As enterradas são ótimas, mas é seu impacto de múltiplas camadas que pavimentou seu caminho inicial para o estrelato".

## Estatísticas na NBA

### Temporada Regular
| Ano      | Equipe      | PJ  | PT  | MPJ  | AP   | 3P   | LL   | RT   | AS  | BR  | TO  | PPJ  |
| -------- | ----------- | --- | --- | ---- | ---- | ---- | ---- | ---- | --- | --- | --- | ---- |
| 2010-11  | LA Clippers | 82  | 82  | 38.0 | .506 | .292 | .642 | 12.1 | 3.8 | .8  | 0.5 | 22.5 |
| 2011-12  | LA Clippers | 66  | 66  | 36.3 | .549 | .125 | .521 | 10.9 | 3.2 | 0.8 | 0.7 | 20.7 |
| 2012-13  | LA Clippers | 80  | 80  | 32.5 | .538 | .179 | .660 | 8.3  | 3.7 | 1.2 | 0.6 | 18.0 |
| 2013-14  | LA Clippers | 80  | 80  | 36.1 | .528 | .273 | .715 | 9.5  | 3.9 | 1.2 | 0.6 | 24.1 |
| 2014-15  | LA Clippers | 67  | 67  | 35.2 | .502 | .400 | .728 | 7.6  | 5.3 | 0.9 | 0.5 | 21.9 |
| 2015-16  | LA Clippers | 35  | 35  | 33.4 | .499 | .333 | .727 | 8.4  | 4.9 | 0.8 | 0.5 | 21.4 |
| 2016-17  | LA Clippers | 61  | 61  | 34.0 | .493 | .336 | .760 | 8.1  | 4.9 | 1.0 | 0.4 | 21.6 |
| 2017-18  | LA Clippers | 33  | 33  | 34.5 | .441 | .342 | .785 | 7.9  | 5.4 | 0.9 | 0.3 | 22.6 |
| 2017-18  | Detroit     | 25  | 25  | 33.2 | .433 | .348 | .784 | 6.6  | 6.2 | 0.4 | 0.4 | 19.8 |
| 2018-19  | Detroit     | 75  | 75  | 35.0 | .463 | .362 | .753 | 7.5  | 5.4 | 0.7 | 0.4 | 24.5 |
| 2019-20  | Detroit     | 18  | 18  | 28.4 | .352 | .243 | .776 | 4.7  | 3.3 | 0.4 | 0.4 | 15.5 |
| 2020-21  | Detroit     | 20  | 20  | 31.3 | .365 | .315 | .710 | 5.2  | 3.9 | 0.7 | 0.1 | 12.3 |
| 2020-21  | Brooklyn    | 26  | 10  | 21.5 | .492 | .383 | .782 | 4.7  | 2.4 | .7  | .5  | 10.0 |
| 2021–22  | Brooklyn    | 56  | 24  | 17.1 | .425 | .262 | .724 | 4.1  | 1.9 | .5  | .3  | 6.4  |
| 2022–23  | Boston      | 41  | 16  | 13.9 | .485 | .348 | .656 | 3.8  | 1.5 | .3  | .2  | 4.1  |
| Carreira | Carreira    | 765 | 692 | 30.6 | .471 | .302 | .714 | 7.2  | 3.9 | .7  | .4  | 17.6 |
| All-Star | All-Star    | 5   | 3   | 25.0 | .750 | .375 | .500 | 5.6  | 3.0 | 0.8 | 0.2 | 19.4 |

### Playoffs
| Ano      | Equipe      | PJ | PT | MPJ  | AP   | 3P   | LL    | RT   | AS  | BR  | TO  | PPJ  |
| -------- | ----------- | -- | -- | ---- | ---- | ---- | ----- | ---- | --- | --- | --- | ---- |
| 2012     | LA Clippers | 11 | 11 | 35.7 | .500 | .000 | .636  | 6.9  | 2.5 | 1.8 | 0.9 | 19.1 |
| 2013     | LA Clippers | 6  | 5  | 26.3 | .453 | .000 | .808  | 5.5  | 2.5 | 0.0 | 0.8 | 13.2 |
| 2014     | LA Clippers | 13 | 13 | 36.8 | .500 | .143 | .740  | 7.4  | 3.8 | 1.2 | 1.1 | 23.5 |
| 2015     | LA Clippers | 14 | 14 | 39.8 | .511 | .143 | .717  | 12.7 | 6.1 | 1.0 | 1.0 | 25.5 |
| 2016     | LA Clippers | 4  | 4  | 31.8 | .377 | .500 | .760  | 8.8  | 4.0 | 0.8 | 0.5 | 15.0 |
| 2017     | LA Clippers | 3  | 3  | 31.1 | .490 | .667 | .1000 | 6.0  | 2.3 | 0.7 | 0.3 | 20.3 |
| 2019     | Detroit     | 2  | 2  | 29.0 | .462 | .462 | .1000 | 6.0  | 6.0 | 1.0 | 0.0 | 24.3 |
| 2021     | Brooklyn    | 12 | 12 | 26.5 | .532 | .389 | .714  | 5.9  | 1.8 | .8  | .5  | 9.0  |
| 2022     | Brooklyn    | 2  | 0  | 12.5 | .286 | .400 | 1.000 | 2.0  | 2.0 | .5  | .5  | 4.0  |
| 2023     | Boston      | 1  | 0  | 6.0  | .000 | —    | —     | 2.0  | .0  | .0  | .0  | .0   |
| Carreira | Carreira    | 68 | 64 | 27.5 | .411 | .300 | .619  | 6.3  | 3.1 | .7  | .5  | 15.3 |

Fonte:

## Vida pessoal

### Relacionamentos
Griffin tem um filho e uma filha com sua ex-namorada Brynn Cameron, que é irmã do ex-jogador da NFL, Jordan Cameron.
Alguns meios de comunicação, como o Radar Online, relataram que Cameron recebeu US $ 258.000 por mês em pensão alimentícia, mas tanto Griffin quanto Cameron negaram que a quantia fosse correta.
Griffin começou a namorar a modelo Kendall Jenner no verão de 2017. O casal se separou em 2018.

### Atuando
Griffin fez sua estreia como ator em 2018 na comédia de Whitney Cummings, The Female Brain. Sobre sua performance, escreveu a crítica Christy Lemire, "Griffin impressiona especialmente com sua entrega. Ele pode ter uma carreira inteira esperando por ele se essa coisa toda da NBA não der certo".
Em 1 de outubro de 2020, foi anunciado que Griffin apresentaria o "Double Cross with Blake Griffin", uma série de televisão com câmera escondida com estreia em 2021.
Em 2020, Griffin apareceu no décimo episódio da 5ª temporada do The Eric Andre Show ao lado de Stormy Daniels.

### Comédia
O interesse de Griffin por comédia stand-up se desenvolveu durante sua estada em Los Angeles e depois de uma temporada no Funny or Die, ele fez sua estréia na comédia como apresentador do festival Just for Laughs em Montreal em julho de 2016. Em dezembro do mesmo ano, ele organizou o seu próprio show, Comedy by Blake. Ele apareceu como um torrador no Comedy Central Roast de Alec Baldwin em 2019.

### Patrocinios
Em 2011, a Panini America assinou com Griffin um contrato exclusivo de longo prazo que apresentará seus autógrafos e memorabilia em seus produtos.
Griffin estava na capa do NCAA Basketball 10 e também do NBA 2K13, ao lado de seus colegas estrelas da NBA, Kevin Durant e Derrick Rose. 
Ele apareceu regularmente em comerciais da Kia Motors, Subway e GameFly.

### Questões legais
Griffin foi acusado de contravenção em Las Vegas em outubro de 2014. Ele teria apreendido um telefone celular de seu dono, Daniel Schuman, agarrou o pescoço de Schuman duas vezes e deu-lhe um tapa, depois que ele tirou uma foto de um grupo de jogadores dos Clippers. As acusações foram indeferidas em março de 2015 por falta de provas.

### Filantropia
Griffin iniciou um levantamento de fundos chamado "Dunking for Dollars", no qual doa US $ 100 para combater a obesidade infantil por cada enterrada que ele faz durante a temporada.
O sedã Kia que Griffin pulou para ganhar o Slam Dunk Contest foi doado para um leilão de caridade no AutoTrader.com, com lucros beneficiando o Stand Up to Cancer. O Stand Up to Cancer também tem um site de angariação de fundos chamado "Team Blake" em homenagem ao amigo próximo de Griffin, Wilson Holloway, que morreu após uma luta de três anos com o linfoma de Hodgkin.
Em 13 de março de 2020, Griffin se comprometeu a dar US $ 100.000 à equipe da Little Ceasars Arena que não puderam trabalhar durante a suspensão da temporada de 2019-20 por causa da pandemia de coronavírus.

### Religião
Griffin é um cristão. Ele falou de sua fé em relação às lesões na temporada de estreia, dizendo: "Eu estava empolgado com a oportunidade de jogar na NBA. Estava pronto, mas tudo desabou, por assim dizer, mas essas coisas acontecem. Foi frustrante, mas, ao mesmo tempo, sei que tudo acontece por um motivo. Não sei qual é esse motivo, só Deus sabe. Só preciso esperar e deixar que o plano dele seja revelado".